# 平賀徳太郎
平賀 徳太郎（ひらが とくたろう、1871年2月24日（明治4年1月6日） - 1919年（大正8年）5月13日）は、日本海軍の軍人。最終階級は海軍少将 。
平賀譲（海軍技術中将、東京帝国大学総長）は弟｡

## 経歴
広島県出身。平賀百左ヱ門の息子として生まれる。弟の譲も海軍軍人として将官に進んだ（海軍技術中将）。
1891年（明治24年）7月、海軍兵学校18期を次席で卒業。1894年（明治27年）3月、海軍少尉任官。日清戦争では「海門」航海士として出征した。1895年（明治28年）2月、「高千穂」分隊士となり、以後、「吉野」航海士、「八島」回航委員（イギリス出張）、同分隊長、「大島」航海長、「平遠」航海長、常備艦隊参謀、佐世保鎮守府参謀などを歴任し、1900年（明治33年）9月から1903年（明治36年）7月まで東宮武官を務めた。
1903年7月、「出雲」砲術長心得となり、同年9月、海軍少佐に昇進し「出雲」砲術長に就任。日露戦争に出征した。1905年（明治38年）4月、軍令部参謀・大本営海軍参謀・参謀本部部員に転任。
1908年（明治41年）12月から1912年（明治45年）5月まで、在米国大使館附武官としてワシントンD.C.に駐在。1911年（明治44年）12月、海軍大佐に進級した。
帰国後、1912年（大正元年）9月、「対馬」艦長となる。その後、「浅間」艦長、「生駒」艦長、舞鶴鎮守府参謀長、第3艦隊参謀長などを歴任。1916年（大正5年）12月、海軍少将に昇進した。
1917年（大正6年）5月、海軍教育本部第1部長兼第2部長に就任し、1918年（大正7年）7月、臨時教育会議委員に就任。同年11月に待命となり、1919年5月に現役で死去した。

## 栄典
位階
- 1894年（明治27年）4月16日 - 正八位[3]
- 1898年（明治31年）3月21日 - 正七位[4]
- 1903年（明治36年）5月20日 - 従六位[5]
- 1906年（明治39年）11月30日 - 正六位[6]
- 1911年（明治44年）12月20日 - 従五位[7]
- 1916年（大正5年）12月28日 - 正五位[8]
- 1919年（大正8年）5月13日 - 従四位[9]

勲章等
- 1895年（明治28年）
  - 11月18日 - 明治二十七八年従軍記章[10]
  - 11月30日 - 勲六等単光旭日章[11]
- 1900年（明治33年）11月30日 - 勲五等瑞宝章[12]
- 1902年（明治35年）5月10日 - 明治三十三年従軍記章[13]
- 1905年（明治38年）5月30日 - 勲四等瑞宝章[14]
- 1906年（明治39年）4月1日 - 功四級金鵄勲章・旭日小綬章・明治三十七八年従軍記章[15]
- 1913年（大正2年）5月31日 – 勲三等瑞宝章[16]
- 1915年（大正4年）11月7日 - 旭日中綬章・大正三四年従軍記章[17]
- 1919年（大正8年）5月13日 - 戦捷記章[18]